# Pumps

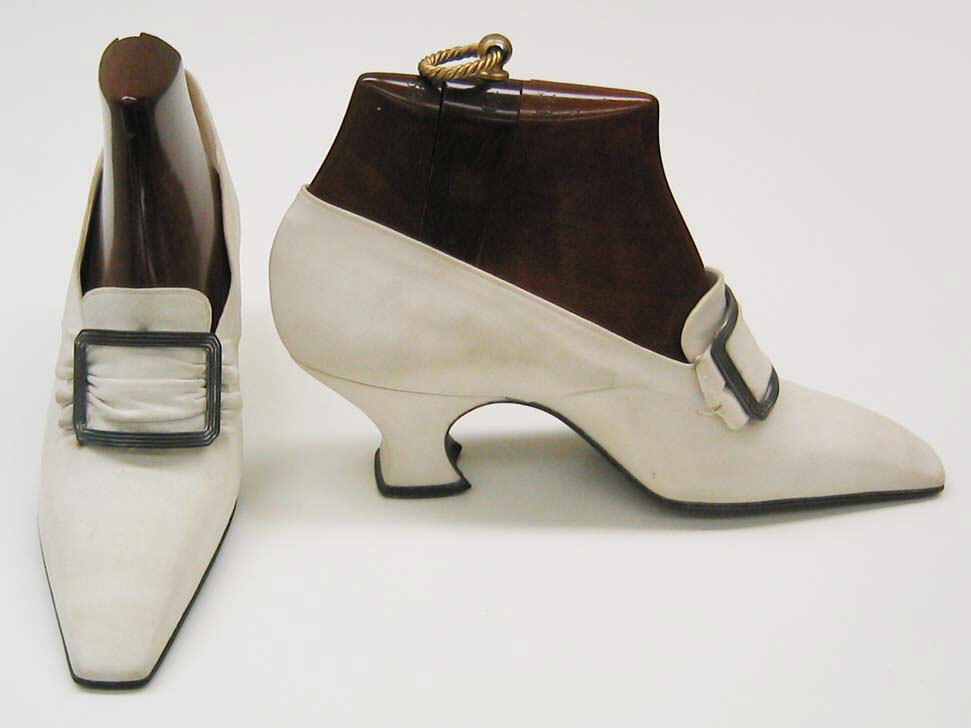
Pumps

Pumps - męskie buty do tańca irlandzkiego, używane w tańcach soft. W odróżnieniu od stepu, czyli hardshoe dancing/treble Dancing/heavy Dancing; baletki irlandzkie (ghillies).